# Kuusamo
Kuusamo est une ville du Nord de la Finlande, dans la région d'Ostrobotnie du Nord et la sous-région du Koillismaa.

## Géographie
La ville de Kuusamo se situe au centre d'une commune très étendue, bordée à l'est par une très longue frontière avec la Russie, qui compte un petit poste frontière.
1 700 km2 ont d'ailleurs été cédés à l'URSS en 1940 à la suite de la Guerre d'Hiver, en même temps que l'essentiel de la commune de Salla.
De 2000 à 2004, elle fut la plus grande ville du pays (par la superficie). Détrônée par Pudasjärvi puis par Rovaniemi, c'est aujourd'hui la troisième ville de Finlande par la superficie.
La région de Kuusamo est caractéristique d'un paysage de taïga.
C'est d'ailleurs géographiquement le paysage de Taïga qui est situé le plus à l'ouest du continent eurasiatique.
Le terrain est accidenté et compte de nombreux lacs, les plus importants étant les lacs Yli-Kitka, Ala-Kitka et Kuusamojärvi.
Avec moins de 4 habitants au km2, ce désert blanc est un sanctuaire naturel peuplé d'ours, d'élans, de rennes, de lynx et de loups.
À Kuusamo, la moyenne des températures annuelles est de 0 °C.
La plus grande partie du parc national d'Oulanka se situe sur la commune.
La vallée de la rivière Oulankajoki est classée paysage national.
Kuusamo est bordée par les régions et municipalités suivantes :
- pour la Laponie, Posio au nord-ouest et Salla au nord ;
- côté Kainuu, Suomussalmi au sud ;
- enfin, Taivalkoski à l'ouest en Ostrobotnie du Nord.

### Faune
La faune de Kuusamo est relativement abondante. On y rencontre ours, loup, lynx et glouton.
Les plus petits prédateurs comprennent renard, chien viverrin, hermine, belette d'Europe, vison d'Amérique, martre des pins, blaireau européen et loutre d'Europe.
Les oiseaux les plus communs pendant l'été sont pouillot fitis, pinson du Nord, gélinotte des bois, rougequeue à front blanc, pinson des arbres et mésangeai imitateur.
Dans les tourbière, les oiseaux les plus nombreux sont grue cendrée, cygne et oie des moissons.

### Lacs et rivières
Les plus grands lacs de Kuusamo sont : Joukamojärvi, Iijärvi, Iso-Kero, Irni, Kiitämä, Kitkajärvi, Kurkijärvi, Kuusamojärvi, Muojärvi, Suininki et Vuotunki.
La municipalité est traversée par les rivières suivantes : Iijoki, Tenniöjoki, Oulankajoki, Kitkajoki, Kuusinkijoki et Pistojoki.

## Économie

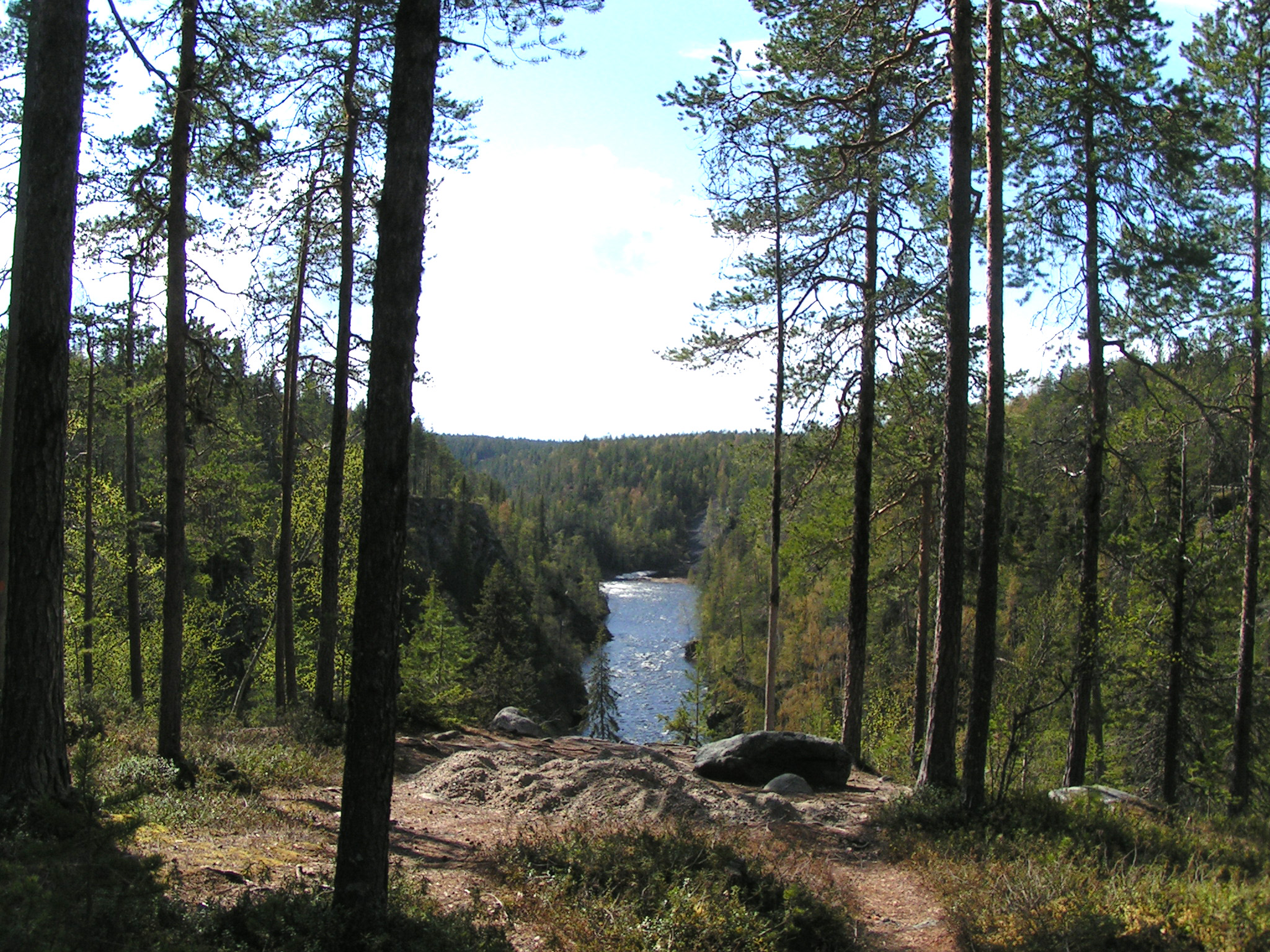
Le Parcours de l'ours du Parc national d'Oulanka.

La ville tire une partie croissante de ses revenus du tourisme.
Elle compte plus de 6 300 chalets de vacances et deux saisons touristiques :
- L'été et le début de l'automne (juillet à mi-septembre), temps des randonnées dans le Parc national d'Oulanka et sur le Circuit de l'ours (Karhunkierros), la voie de grande randonnée la plus célèbre du pays.
- L'hiver (décembre - avril), centré autour de la station de ski de Ruka, une des plus importantes du pays. On trouve hors de Ruka de nombreuses pistes aménagés pour le ski de fond sur tout le territoire de la municipalité.

## Démographie
Depuis 1980, l'évolution démographique de Kuusamo est la suivante :
| Année      | 1980   | 1985   | 1990   | 1995   | 2000   | 2005   |
| ---------- | ------ | ------ | ------ | ------ | ------ | ------ |
| population | 17 200 | 17 923 | 18 126 | 18 687 | 17 729 | 17 113 |

| Année      | 2010   | 2015   | 2020   |
| ---------- | ------ | ------ | ------ |
| population | 16 492 | 15 688 | 15 134 |

## Transports
Aucune ligne de train n'atteint Kuusamo.

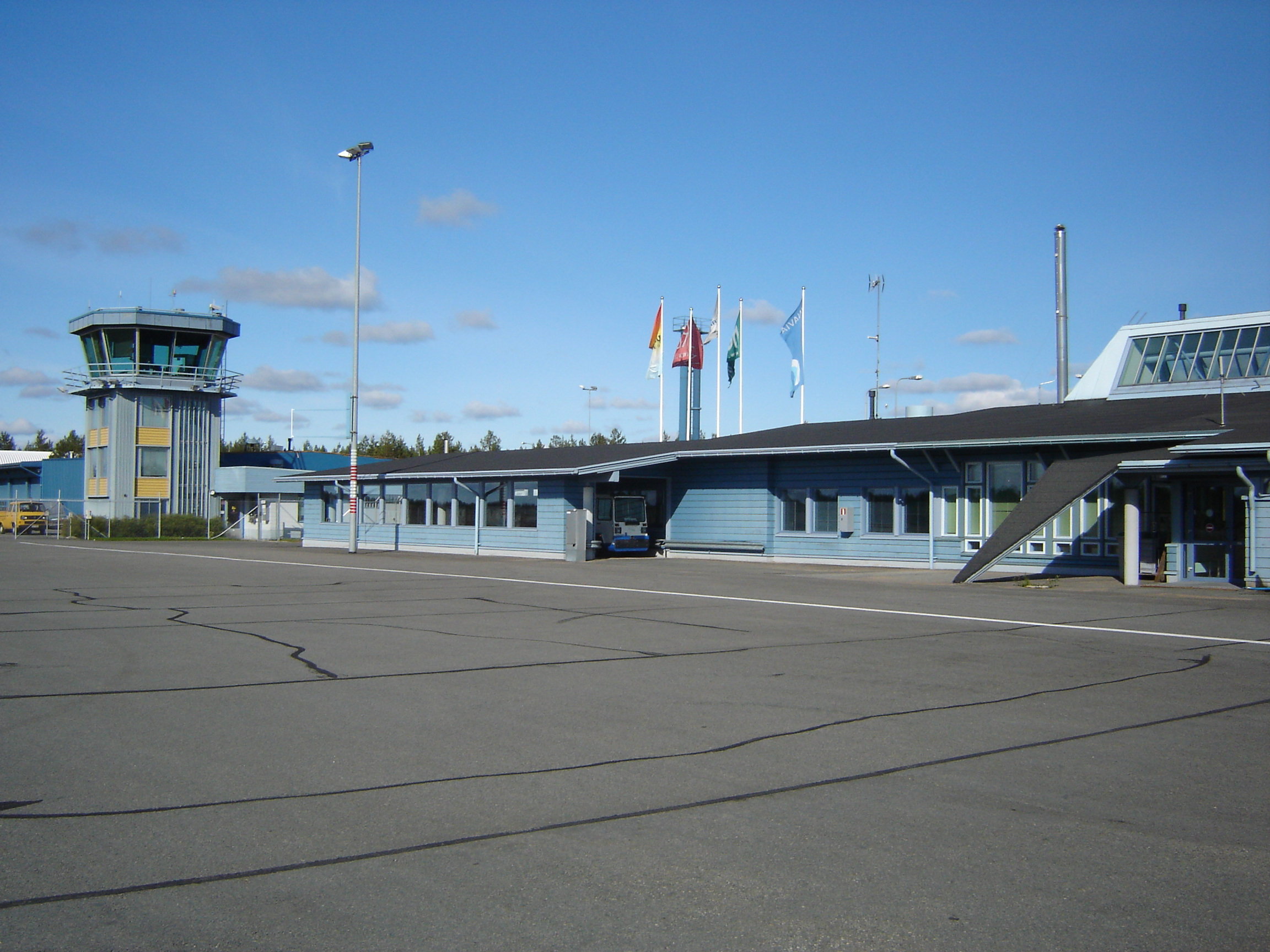
Aéroport de Kuusamo.

Pour couvrir l'importante distance depuis les villes du Sud, l'avion est un moyen privilégié.
L'aéroport de Kuusamo est le 11e du pays, voyant passer un peu plus de 100 000 voyageurs annuels (2005). Outre les inévitables liaisons Finnair sur Helsinki, il accueille également des charters en hiver.
Kuusamo est bien reliée par voie routière.
Elle se situe à la jonction de la nationale 20 venue d'Oulu et de la nationale 5 (E63), venue d'Helsinki via Kuopio et Kajaani et continuant vers la Laponie.
Elle est traversée par la route du poème et de la frontière.
La route régionale 866 va jusqu'au Poste-frontière de Kuusamo marquant la frontière entre la Finlande et la Russie.

### Distances
- Pudasjärvi : 126 km
- Rovaniemi : 192 km
- Oulu : 212 km
- Kajaani : 245 km
- Sodankylä : 249 km
- Kuopio : 419 km
- Joensuu : 458 km
- Jyväskylä : 552 km
- Utsjoki : 573 km
- Kilpisjärvi : 625 km
- Lappeenranta : 684 km
- Lahti : 702 km
- Tampere : 703 km
- Pori : 723 km
- Helsinki : 803 km
- Turku : 847 km

## Jumelages
- Jumelages et partenariats de Kuusamo.| Ville | Ville                     | Pays | Pays     | Période     |
| ----- | ------------------------- | ---- | -------- | ----------- |
|       | Askøy                     |      | Norvège  | depuis 1988 |
|       | Avesta                    |      | Suède    | depuis 1984 |
|       | Hørning Municipality (en) |      | Danemark | depuis 1988 |
|       | Raïon de Louhi            |      | Russie   | depuis 1989 |

## Personnalités liées à la ville
- Antti-Jussi Kemppainen, skieur
- Tommi Kinnunen, écrivain
- Anssi Koivuranta, saut à ski
- Meeri Koutaniemi, photographe
- Alexander Kuoppala, musicien
- Pirkko Määttä, skieur
- Kalevi Oikarainen, skieur
- Jarkko Oikarinen, inventeur
- Ville Paumola, snow boarder
- Enni Rukajärvi, snow boarder

• Jessica Kosonen, volleyeuse

## Galerie

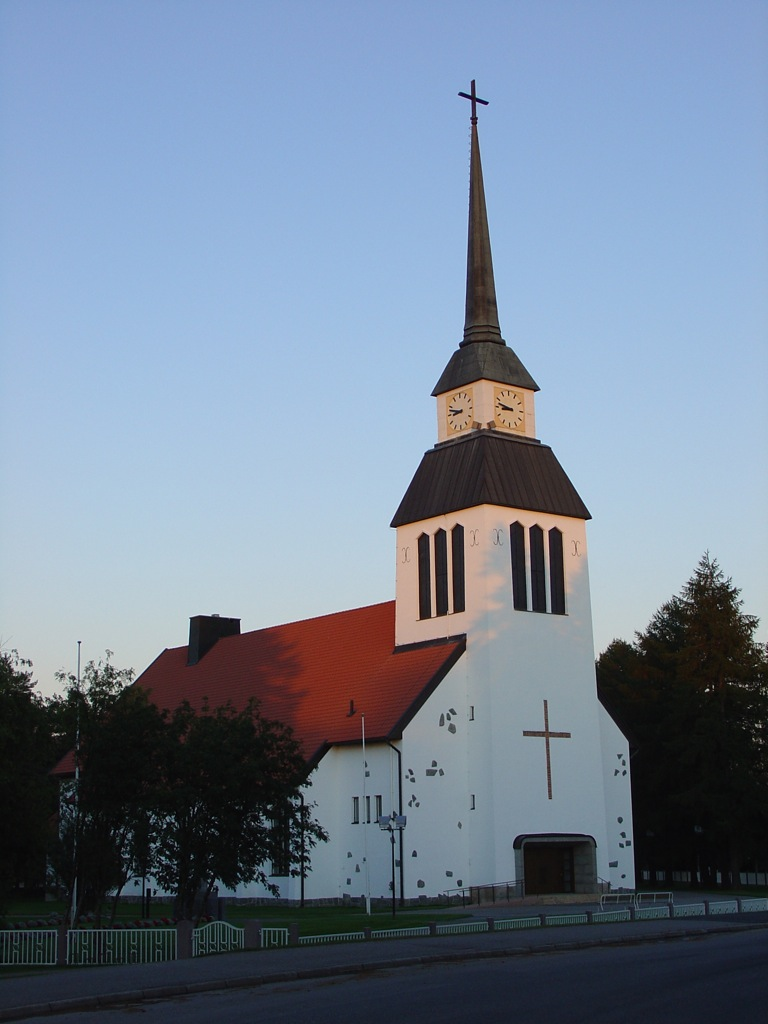
Église de la Sainte croix.
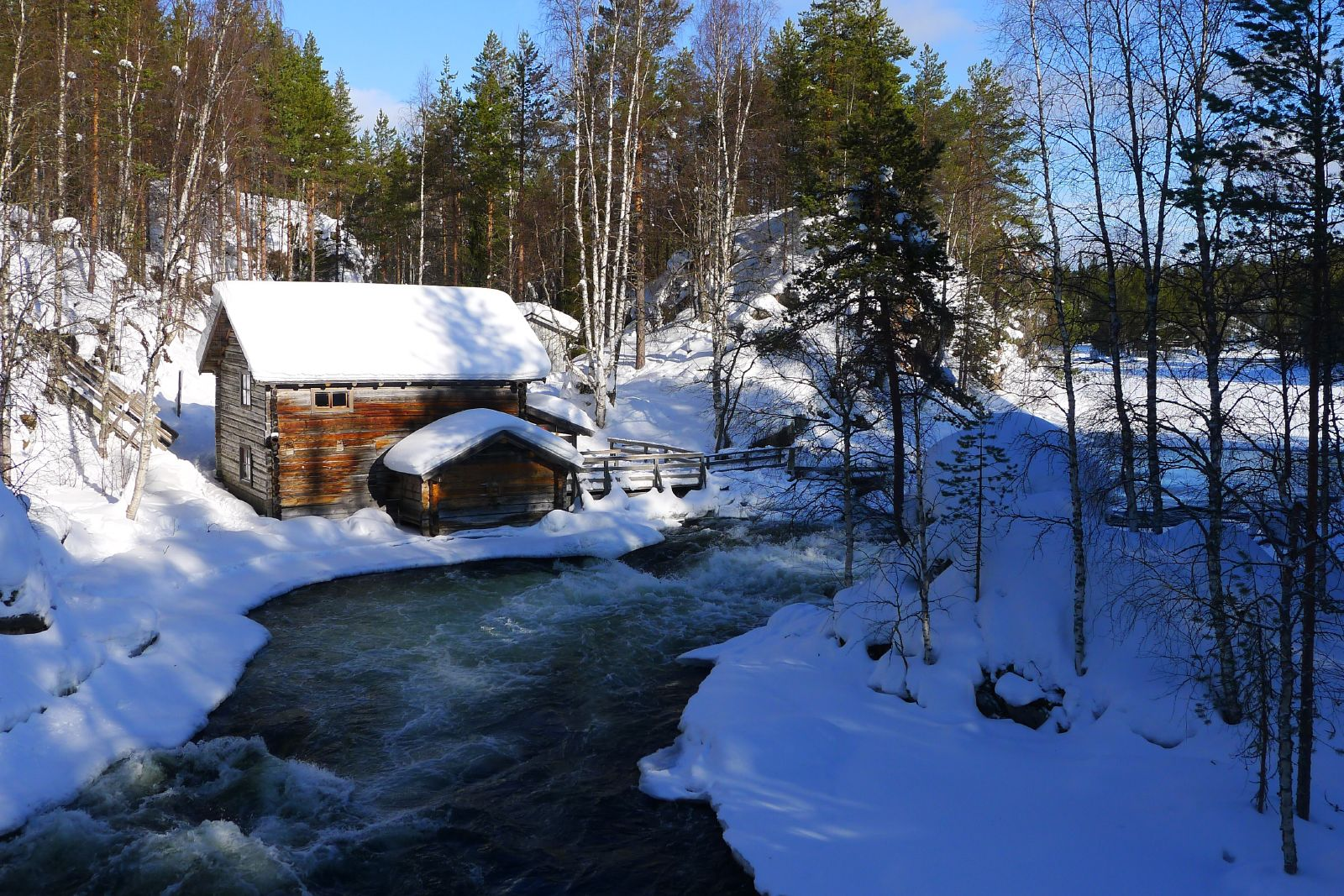
Petit sentier de l'ours.
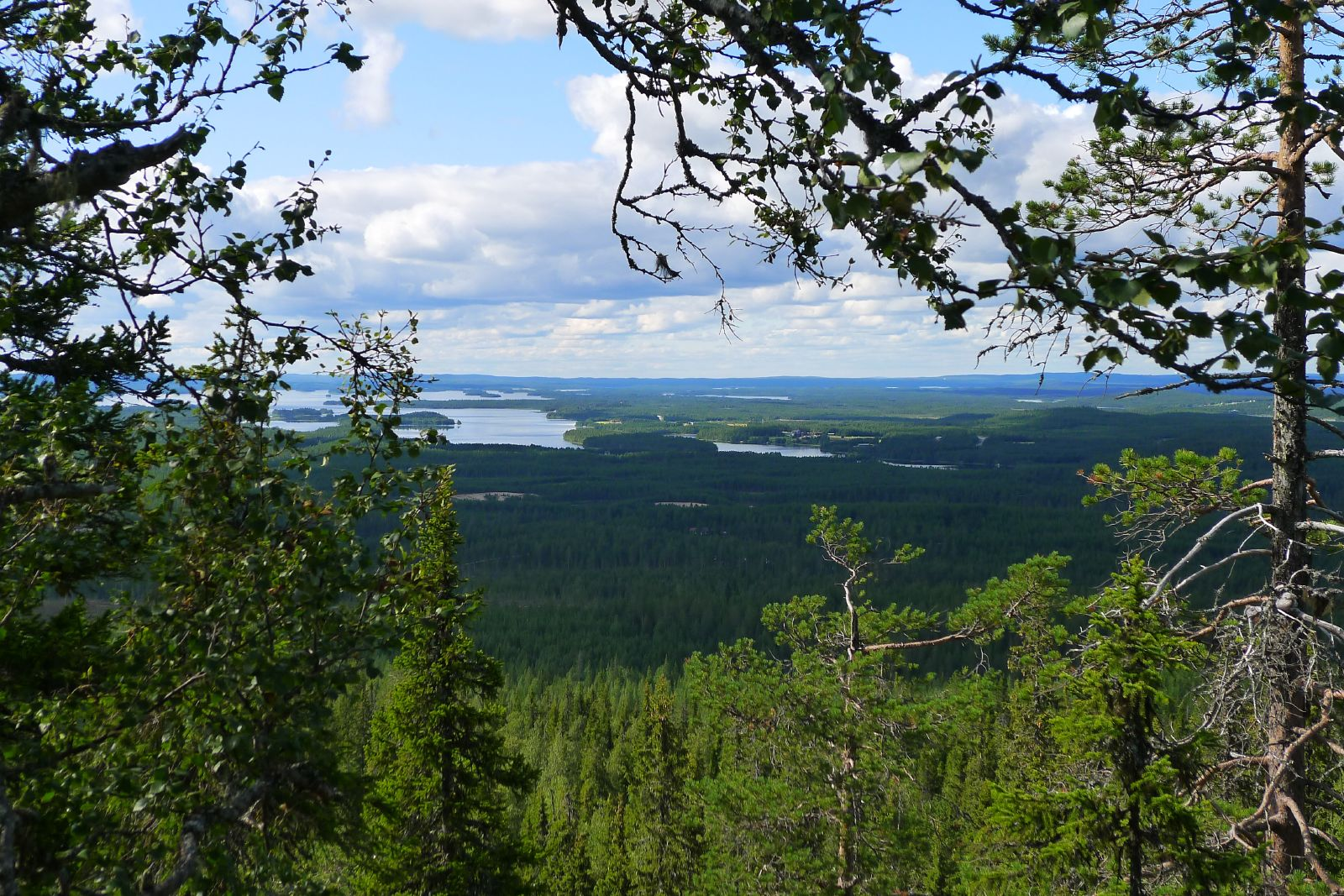
Kumpuvaara.
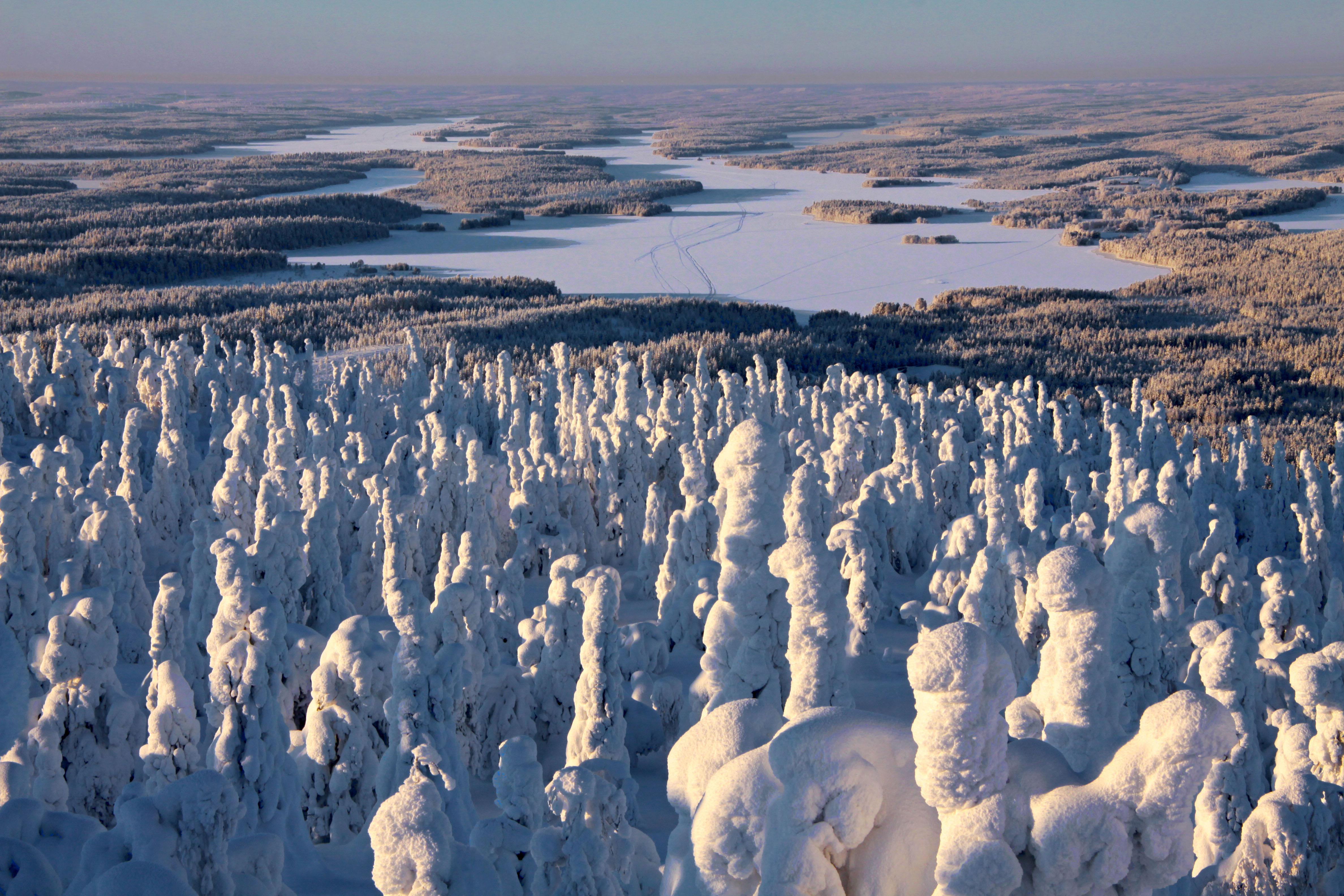
Le lac Iijärvi vu de la colline Iivaara.
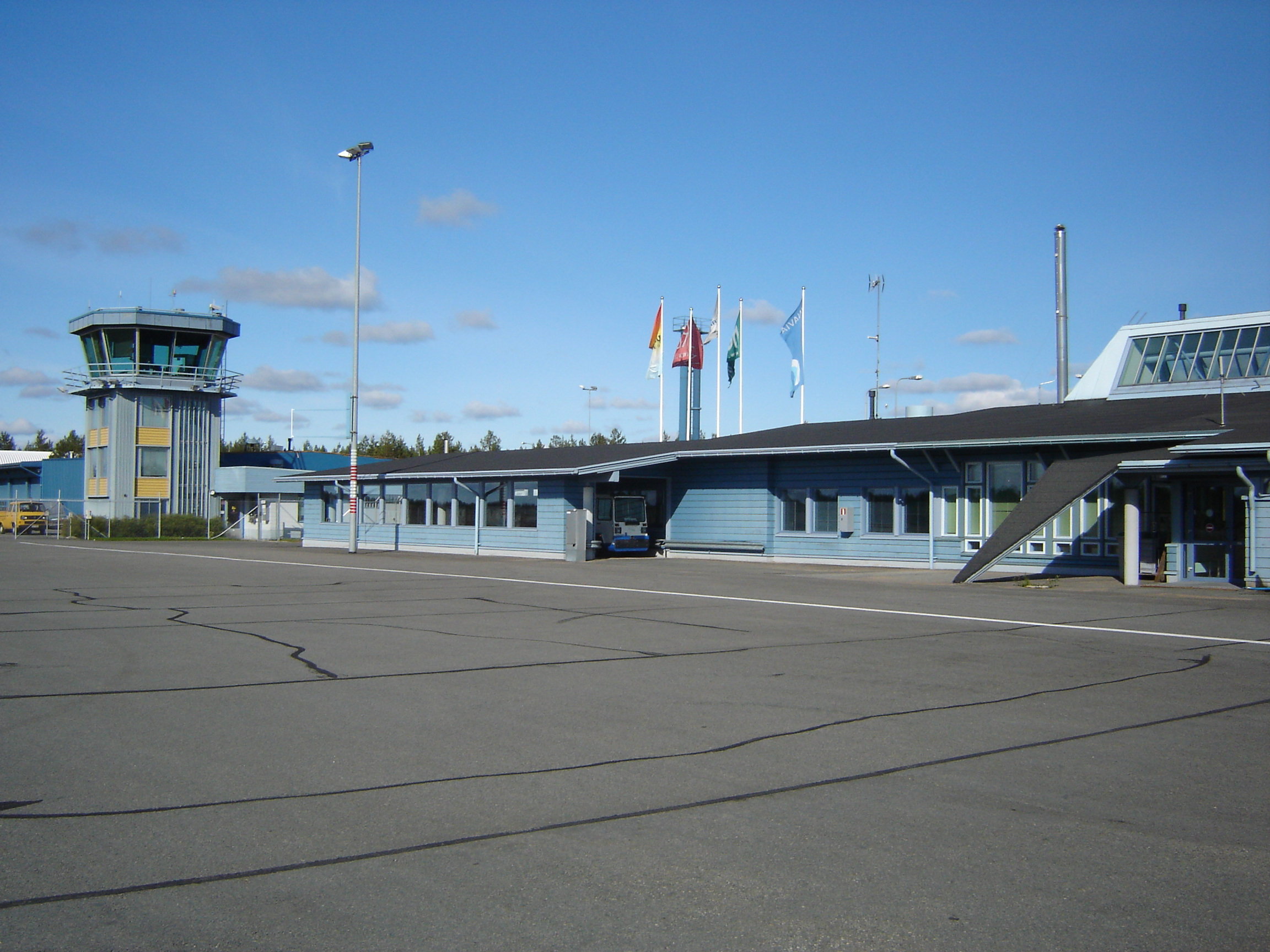
Aéroport de Kuusamo.